# Chthonius serbicus
Chthonius serbicus är en spindeldjursart som beskrevs av Hadzi 1937. Chthonius serbicus ingår i släktet Chthonius och familjen käkklokrypare. Inga underarter finns listade i Catalogue of Life.